# 山蒼樹
山蒼樹（学名：Litsea cubeba），又名豆豉薑、木薑子、山胡椒、山鸡椒，是樟科木薑子屬的一种植物。

## 别名
木香子（镇源、思茅），木姜子（屏边、思茅、文山、曲靖），山苍子（曲靖、思茅），青皮树（耿马），山苍树、过山香（文山），山胡椒（思茅、大理、保山），野胡椒（大理），大筑子皮（思茅）、澄茄子（文山），毕澄茄（商品名误用），沙海藤、雪白（傣语）。
在臺灣，常使用台灣原住民族泰雅族語「maqaw」音譯為「馬告」，而太魯閣語稱做「Mqrig」、賽夏語稱做「Mae'aew」。

## 形态
落葉小喬木，一般高約5至10米。树皮幼时黄绿色，老时变灰褐色；披针形或长椭圆形单叶互生，叶有香气；聚伞花序，生于叶腋，在二至三月開淡黃色小花，具香氣。在七到八月結果。

## 分布
主要分佈在西藏、四川、雲南、貴州經華南至華東、華中、台灣、東南亞各國。

## 用途
在香港可以在嘉道理農場，烏蛟騰至荔枝窩，城門水塘，金山樹木研習徑等地觀賞。
由於山蒼樹含山蒼子油，是重要的天然香料，它的脂肪油可作工業用途。根葉及果可作藥用，把鮮葉果汁液在皮膚塗擦上可防蚊蟲叮咬；花可以泡茶，果實可作調味料。
臺灣一般當作香料用於食物料理中。賽夏族、泰雅族會把山蒼樹果實搗碎後泡水飲用，太魯閣族則會用根部熬湯或貼於額頭，可以舒緩宿醉的頭痛。

## 外部連結
- 民俗植物－山胡椒
- 山雞椒 （页面存档备份，存于）
- 木薑子-香港野花網 （页面存档备份，存于）
- 蓽澄茄 Bi Cheng Qie （页面存档备份，存于） 中藥標本數據庫 (香港浸會大學中醫藥學院) （繁體中文）（英文）
- 馬告和黑胡椒這樣分辨就對了!(農業E報-農業部)